# Analogue (All I Want)
Analogue (All I Want) is een nummer van de Noorse band A-ha uit 2006. Het is de derde single van hun achtste studioalbum Analogue.
"Analogue (All I Want) gaat over verlangen, liefde en de zoektocht naar oprechtheid in een steeds digitaler wordende wereld. Het nummer werd bereikte de 10e positie in A-ha's thuisland Noorwegen, en werd ook een hit in Duitsland en op de Britse eilanden. In het Nederlandse taalgebied werden de hitlijsten niet gehaald.

## Tracklijst
- Cd-single

1. "Analogue (All I Want)"- 3:50
2. "Case Closed On Silver Shore" - 4:30